# Abu Iacube Iúçufe II
Abu Iacube Iúçufe II ibne Anácer (em árabe: أَبُو يَعقُوب يُوسُف بن النَاصِر; romaniz.: Abū Iūsuf Iaʿqūb ibn an-Nāṣir), apelidado Almostancir Bilá (em árabe: المسنتصر بالله; romaniz.: al-Mustanṣir bi-llāh; lit. "Aquele que procura vitória em Deus"), foi um califa almóada que reinou entre 1213 e 1223/24. Era filho de Maomé Anácer (r. 1199–1213), seu antecessor, e foi sucedido pelo efêmero Abde Aluaide Almaclu (r. 1224).

## Vida

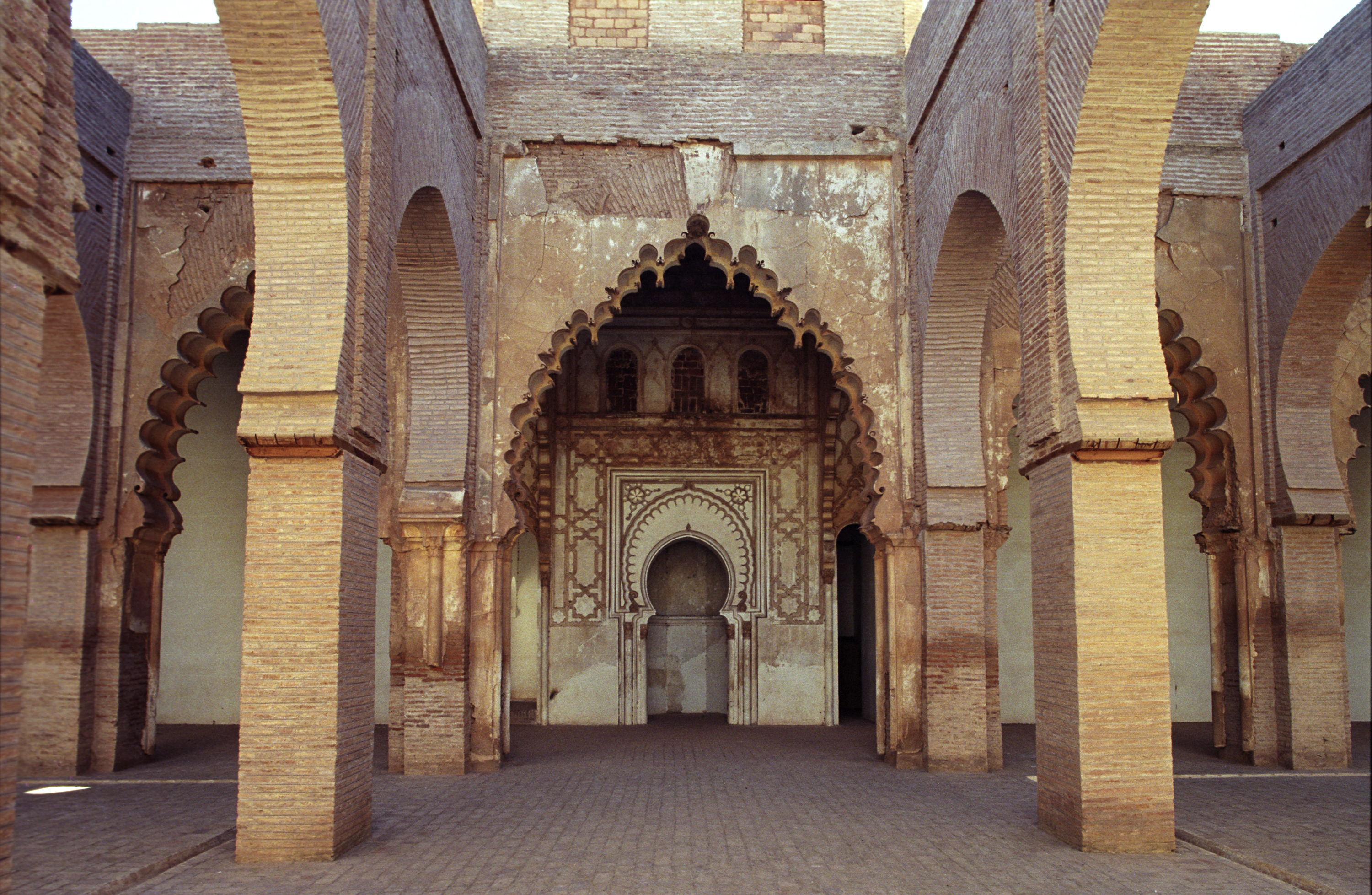
Mesquita de Tinmel

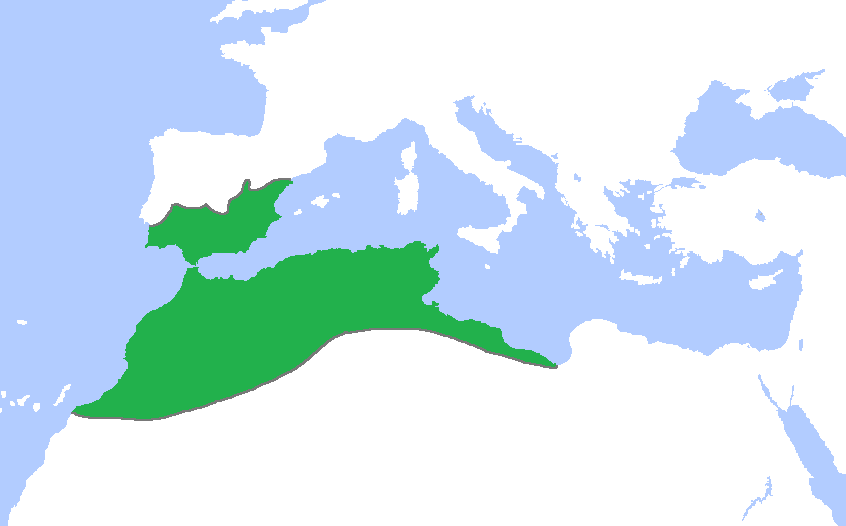
Califado Almóada ca. 1200

Iúçufe era filho do califa Maomé Anácer (r. 1199–1213) e nasceu em 1203. Em 1213, seu pai morre subitamente, talvez envenenado pelos xeiques almóadas do Magrebe, e Iúçufe sucede-o apesar de ser menor de idade. A sua entronização foi acompanhada de condições que limitavam seu poder, notadamente o compromisso de não reter contingentes almóadas por muito tempo em território inimigo e não atrasar o pagamento dos soldos. Consequentemente, os negócios do Estado começaram a ter sensível deterioração. Durante todo seu reinado, Almostancir apenas saía de sua capital Marraquexe para peregrinar a Tinmel, deixando seu vizir ibne Jami incumbido de suprimir as cada vez mais frequentes revoltas que eclodiam no Magrebe. De acordo com o Dhakhira as-Sanīa, uma fonte hostil aos almóadas, Iúçufe era uma marionete que, por sua inexperiência, ficou em seu palácio envolto em frivolidades e vinho e deixou o governo sob comando de seus tios e parentes e delegou os assuntos do Estado a seus ministros e xeiques. Eles, continua a fonte, invejavam o poder uns dos outros e lutaram pela supremacia, enfraquecendo o Califado Almóada. Os vizires, a seu turno, investiram-se de poderes exorbitantes, usurpando a própria autoridade do Estado.
Já em 1214, foi assinada uma trégua entre almóadas e os cristãos do Alandalus em decorrência da sucessão na corte de Marraquexe e por dissensões no seio da nobreza cristã e o mau ciclo de colheitas em seus feudos; a trégua seria renovada em 1221 e duraria até a morte do califa. Apesar do aparecimento, primeiro entre os sanhajas, e depois entre os jazulas, de duas personagens que diziam descender dos fatímidas e mádis, seu reinado decorreu sem grandes problemas até 1218, quando os Benamerim (merínidas) surgem perto de Fez. Supostamente os exércitos califais já teriam confrontado os Benamerim de Abdalaque I (r.  ca. 1195–1217) numa batalha às margens do rio Nacur em 1216, mas a julgar pela pouca fiabilidade das fontes que atestam o conflito, é possível que essa batalha não tenha ocorrido. Seja como for, apesar da aparente calmaria, a ameaça cristã continuava a crescer, os Banu Gania estavam novamente em movimento e os Benamerim, até então mantidos além dos limites saarianos do país, penetravam no coração do extremo Magrebe, inicialmente na região entre Taza e Mequinez, e depois na zona de Fez. A situação piorou com a morte de Iúçufe em 1223 ou 1224 e a sucessão pelo efêmero Abde Aluaide Almaclu.